# Aeroporto di Poznań-Ławica Henryk Wieniawski
L'Aeroporto di Poznań-Ławica Henryk Wieniawski (IATA: POZ, ICAO: EPPO), costruito nel 1913, è uno dei più antichi aeroporti della Polonia. Prende il nome dal quartiere di Ławica, parte del distretto Grunwald della città, mentre l'aeroporto si trova in realtà nel distretto di Jeżyce, 7 km ad ovest di Poznań.